# Claudia Losch
Pour les articles homonymes, voir Losch.
Cet article concerne une lanceuse de poids allemande. Pour la skieuse alpine autrichienne, voir Claudia Lösch.
Claudia Losch, née le 10 janvier 1960 à Wanne-Eickel (Rhénanie-du-Nord-Westphalie), est une ancienne athlète allemande qui a été de nombreuses fois championne d'Allemagne de l'Ouest dans les années 1980. 
Profitant du boycott des favorites des pays de l'Est aux Jeux olympiques de Los Angeles, elle remporta le titre devant la Roumaine Mihaela Loghin et l'Australienne Gael Martin.

## Palmarès

### Jeux olympiques
- Jeux olympiques d'été de 1984 à Los Angeles ( États-Unis)
  -  Médaille d'or au lancer du poids

### Championnats du monde d'athlétisme en salle
- Championnats du monde d'athlétisme en salle de 1987 à Indianapolis ( États-Unis)
  -  Médaille de bronze au lancer du poids
- Championnats du monde d'athlétisme en salle de 1989 à Budapest ( Hongrie)
  -  Médaille d'or au lancer du poids

### Championnats d'Europe d'athlétisme
- Championnats d'Europe d'athlétisme de 1986 à Stuttgart ( Allemagne de l'Ouest)
  - 4e au lancer du poids
- Championnats d'Europe d'athlétisme de 1990 à Split ( Yougoslavie)
  - 4e au lancer du poids

### Championnats d'Europe d'athlétisme en salle
- Championnats d'Europe d'athlétisme en salle de 1984 à Göteborg ( Suède)
  -  Médaille d'argent au lancer du poids
- Championnats d'Europe d'athlétisme en salle de 1985 à Le Pirée ( Grèce)
  -  Médaille d'argent au lancer du poids
- Championnats d'Europe d'athlétisme en salle de 1986 à Madrid ( Espagne)
  -  Médaille d'or au lancer du poids
- Championnats d'Europe d'athlétisme en salle de 1988 à Budapest ( Hongrie)
  -  Médaille d'or au lancer du poids
- Championnats d'Europe d'athlétisme en salle de 1990 à Glasgow ( Royaume-Uni)
  -  Médaille d'or au lancer du poids